# Britisch-Pakistaner

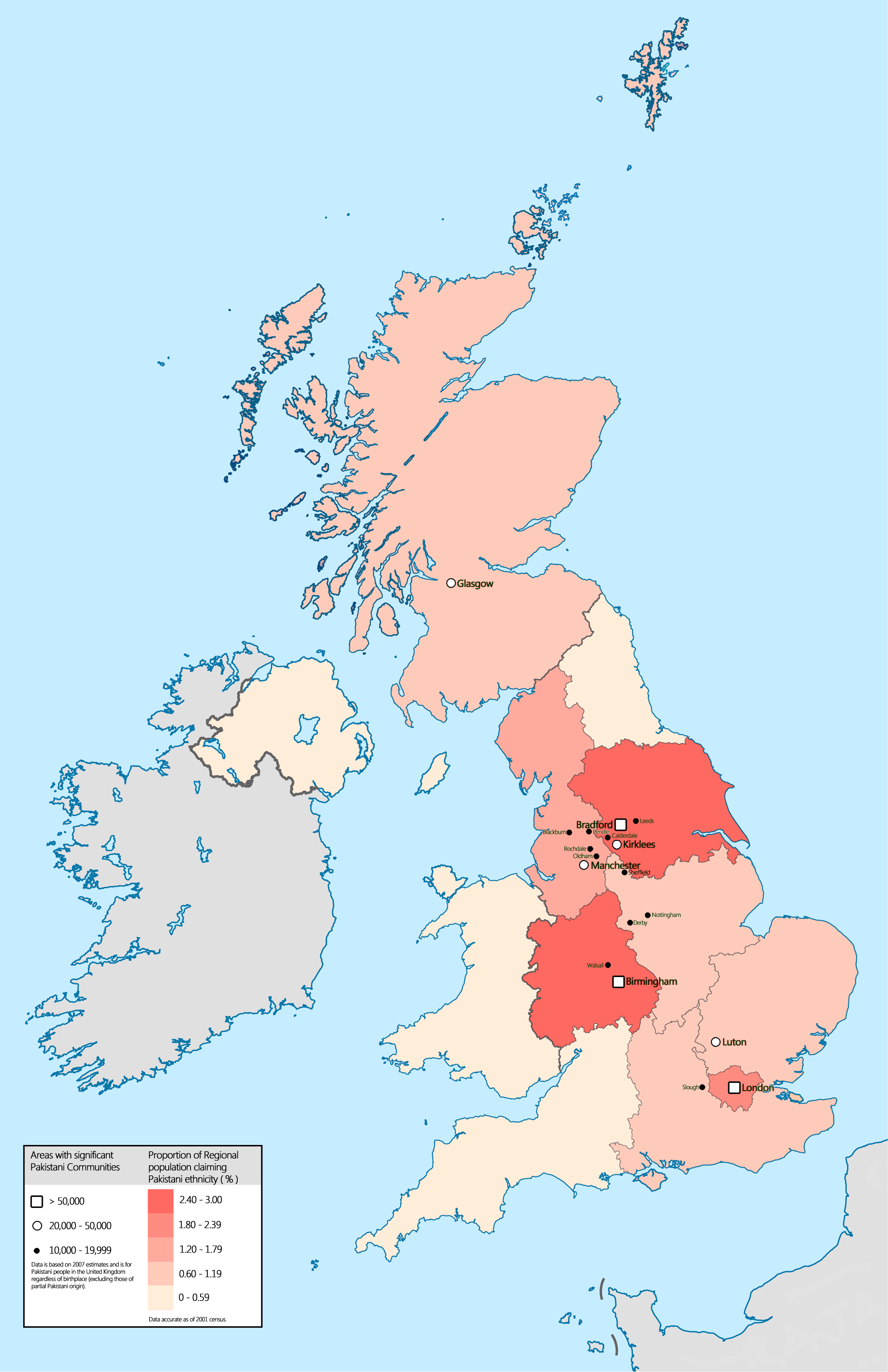
Anteil ethnischer Pakistaner an der Bevölkerung des Vereinigten Königreichs nach Regionen

Anteil der Britisch-Pakistaner nach Countys
0,0–0,99 %
1,0–2,99 %
3,0–4,99 %
5,0–9,99 %
10,0–14,99 %
≥15,0 %

Britisch-Pakistaner sind Briten mit zumeist pakistanischem Migrationshintergrund. Es handelt sich um etwa 1,2 Millionen Personen. Sie sind in der Mehrheit sunnitische Muslime und stammen meist aus Kaschmir oder Punjab.
Britisch-Pakistaner bilden die zweitgrößte Gruppe von pakistanischen Arbeitsmigranten nach den Pakistanern in Saudi-Arabien. Sie bilden nach den Britisch-Indern die zweitgrößte sprachliche Minderheit in Großbritannien und sind mit über 100.000 Personen besonders im Osten Londons stark vertreten. Zu den bekanntesten Persönlichkeiten gehören die Politikerin Sayeeda Warsi, der Schriftsteller Hanif Kureishi und die Songwriterin Bat for Lashes.

## Geschichte
Mitte des 19. Jahrhunderts kam das heutige Pakistan zu Britisch-Indien. Pakistaner dienten in der British Indian Army in den Weltkriegen. Im Zweiten Weltkrieg dienten etwa 830.000 Muslime, viele davon Britisch-Pakistaner. In den 1950er Jahren war es für Menschen aus dem Commonwealth leicht, nach Großbritannien zu übersiedeln. So kamen Pakistaner ins Land und fanden Arbeit in der Kohle- und Stahlindustrie. Mit dem Niedergang der britischen Kohle- und Stahlindustrie wurden viele arbeitslos.

## Gegenwart
Pakistaner machen einen Großteil der britischen Muslime aus. Am 5. Mai 2016 wurde Sadiq Khan, ein sunnitischer Muslim und Politiker der Labour Party, dessen Eltern aus Pakistan eingewandert waren, zum ersten muslimischen Bürgermeister von London gewählt.
Nach der Volkszählung von 2011 verteilte sich die Britisch-Pakistanische Gemeinschaft wie folgt:
| England unterteilt nach Regionen, Schottland, Wales und Nordirland | Anteil an der gesamten Britisch-Pakistanischen Bevölkerung | Anteil an der Bevölkerung der jeweiligen Region |
| ------------------------------------------------------------------ | ---------------------------------------------------------- | ----------------------------------------------- |
| North East England                                                 | 1,69 %                                                     | 0,76 %                                          |
| North West England                                                 | 16,12 %                                                    | 2,69 %                                          |
| Yorkshire and the Humber                                           | 19,23 %                                                    | 4,28 %                                          |
| East Midlands                                                      | 4,17 %                                                     | 1,08 %                                          |
| West Midlands                                                      | 19,34 %                                                    | 4,06 %                                          |
| East of England                                                    | 5,64 %                                                     | 1,13 %                                          |
| London                                                             | 19,05 %                                                    | 2,74 %                                          |
| South East England                                                 | 8,45 %                                                     | 1,15 %                                          |
| South West England                                                 | 0,99 %                                                     | 0,22 %                                          |
| Wales                                                              | 1,04 %                                                     | 0,40 %                                          |
| Schottland                                                         | 4,24 %                                                     | 0,93 %                                          |
| Nordirland                                                         | 0,09 %                                                     | 0,06 %                                          |
| Insgesamt                                                          | 100 %                                                      | 1,86 %                                          |